# Газопереробний комплекс Пойнт-Комфорт
Газопереробний комплекс Пойнт-Комфорт – складова частина нафтохімічного майданчику компанії Formosa, розташованого у Техасі на березі затоки Лавака, за сто тридцять кілометрів на південний захід від Х’юстона.
Тайванська корпорація Formosa має у Пойнт-Комфорті потужний нафтохімічний майданчик, котрий, зокрема, включає кілька установок парового крекінгу. Необхідну для їх роботи сировину – зріджені вуглеводневі гази (ЗВГ) – виробляє розташований тут же газопереробний комплекс, котрий здійснює як виділення суміші ЗВГ, так і її фракціонування.
Певний час у Пойнт-Комфорті працював один фракціонатор потужністю 60 тисяч барелів на добу, котрий випускав етан, пропан та фракцію С4+. На початку 2010-х на тлі "сланцевої революції" для його живлення внесли зміни у схему роботи газопровідної системи Kinder Morgan Tejas, котра раніше транспортувала лише природний газ із низьким вмістом ЗВГ («сухий»). З урахуванням стрімкого зростання видобутку «жирного» (багатого на гомологи метану) газу зі сланцевої формації Ігл-Форд, створили перемичку між газопроводом Kinder Morgan Texas, котрий до того подавав «жирний» продукт лише на газопереробний комплекс у Шерідані, та однією з ліній Kinder Morgan Tejas. Останню з’єднали із майданчиком у Пойнт-Комфорті, який повинен був отримувати таким чином біля 5 млн м3 газу на добу. Виділена з них суміш ЗВГ призначалась для подальшого фракціонування.
При цьому Formosa, яка у 2001-му запустила другу піролізну установку, мала бажання збільшити власні потужності з розділення ЗВГ. Спочатку джерелом сировини для другого фракціонатора мав бути зріджений природний газ, імпортований через введений у дію в 2008 році термінал Фріпорт ЗПГ. Планувалось вилучати 70 тисяч барелів етану, пропану та бутану на добу, проте внаслідок «сланцевої революції» імпорт ЗПГ дуже швидко припинився, а сам термінал перетворили на завод зі зрідження та експорту газу. Втім, Formosa все-таки запустила у 2013-му другу установку фракціонування, проте джерелом суміші ЗВГ для неї став згаданий вище газопереробний комплекс у Шерідані, а також газопереробні заводи компанії Energy Transfer Partners. Для подачі від них суміші до Пойнт-Комфорт проклали трубопровід Liberty NGL.
Другий фракціонатор має добову потужність у 75 тисяч барелів та повинен також переробляти фракцію С4+, отриману з першої установки. Він випускає етан, пропан, н-бутан, ізобутан, фракції С5 та С6+. Ізобутан та фракцію С6+ продають стороннім споживачам, тоді як інші продукти (включаючи фракцію С5) використовують для живлення піролізних установок.